# San Juan (Texas)
San Juan é uma cidade localizada no estado norte-americano de Texas, no Condado de Hidalgo.

## Demografia
Segundo o censo norte-americano de 2000, a sua população era de 26.229 habitantes.
Em 2006, foi estimada uma população de 32.319, um aumento de 6090 (23.2%).

## Geografia
De acordo com o United States Census Bureau tem uma área de
28,5 km², dos quais 28,5 km² cobertos por terra e 0,0 km² cobertos por água.

## Localidades na vizinhança
O diagrama seguinte representa as localidades num raio de 8 km ao redor de San Juan.